# FLN Frisia-Luftverkehr
FLN Frisia-Luftverkehr (kurz FLN) ist eine deutsche Regionalfluggesellschaft mit Sitz in Norden und Basis auf dem Flugplatz Norden-Norddeich. Sie ist eine Tochtergesellschaft der Reederei Norden-Frisia.

## Geschichte
Im Oktober 2014 wurde die Fluggesellschaft Luftverkehr Friesland Harle vollständig übernommen, die unter der Marke Inselflieger in der Öffentlichkeit auftrat. Die Marke „Die Inselflieger“ wird seither von der gesamten FLN genutzt. Zu dieser Marke gehören auch die Gesellschaften, welche die Flugplätze Harle und Baltrum betreiben.

## Flugziele
FLN betreibt ganzjährig einen Bedarfsflugverkehr mit festen Abflugzeiten vom Flugplatz Norden-Norddeich zum Flugplatz Juist, zum Flugplatz Norderney sowie vom Flugplatz Harle zum Flugplatz Wangerooge. Des Weiteren bietet FLN Bedarfsflüge zu den anderen Ostfriesischen Inseln sowie Tagesausflüge zum Flugplatz Helgoland und Rundflüge an. Daneben ist sie auch im Charterflugverkehr tätig.

## Flotte
Mit Stand 2022 besteht die Flotte der FLN aus dreizehn Flugzeugen:
| Flugzeugtyp                  | Anzahl | bestellt | Anmerkungen | Passagierplätze |
| ---------------------------- | ------ | -------- | ----------- | --------------- |
| Britten-Norman BN-2 Islander | 09     |          |             | 08              |
| Cessna 172XP                 | 01     |          |             | 03              |
| Cessna 182T                  | 03     |          |             | 03              |
| Gesamt                       | 13     | –        |             |                 |

## Zwischenfälle
FLN verzeichnet in ihrer Geschichte zwei Flugzeugverluste:
- Am 12. Januar 1979 ging eine Britten-Norman BN-2 Islander (Luftfahrzeugkennzeichen D-IEDA) bei einem Unfall auf Juist verloren.[2]

- Am 18. Mai 1983 ging eine weitere BN-2 Islander (Luftfahrzeugkennzeichen D-IOLT) bei einem Unfall auf Helgoland verloren.[3]